# ジェイド・クァン
關心妍（ジェイド・クァン、Jade Kwan、1979年7月31日 - ）は、香港の歌手。本名は關恵文。身長163cm、体重45kg。しし座。カナダ国籍。ピアノ、ギター、サクソフォーンが得意。

## 略歴
1999年、香港からカナダ・バンクーバーへ移住し、ブリティッシュコロンビア大学を卒業。1999年、国際華人ニュータレントオーディション大会カナダ地区において、優勝。同年中国・上海で行われた総決勝にカナダ代表で出場し、「最具潜質（最も潜在力のある歌手）」奨を受賞。
その後香港にてBMAレコードと契約し、2002年に広東語のアルバム「Jade-1」で歌手デビュー。2004年以降は毎年アルバムを発売している。
2004年2月20日と21日には、「Jade I Am Ready 關心妍演唱会 2004」と題したライブを香港コロシアムで行った。

## 音楽作品

### アルバム
- 2002年7月3日：「Jade-1」
  - 2002年9月23日：「Jade-1 期間限定特別版」
- 2002年12月20日：「Jade-2」
  - 2003年1月17日：「Jade-2 特別版」
- 2003年4月16日：「Jade-3 關心...心妍」
  - 2003年6月20日：「Jade-3 關心...心妍 Powerful Pack」
- 2003年11月26日：「Jade Forward」
- 2005年1月7日：「The 5th Element」
- 2006年5月3日：「Jade Loves...」
- 2007年7月20日：「Lost & Found」
- 2008年5月28日：「最愛 Jade.i」
- 2009年9月10日：「妍亮 SHINE」
- 2010年10月11日：「A New Beginning」
- 2012年1月20日：「仍然」
- 2012年10月12日：「Pause」(パウス)
- 2014年6月5日：「C-12」
- 2016年8月10日：「Smile」

### ベストアルバム
- 2003年10月31日：「秘密花園」
- 2004年8月18日：「Jade Birthday Kit」
- 2014年11月20日：「說」

### ライブDVD
- 2003年8月29日：「心愛、心妍 Karaoke」
- 2004年4月17日：「Jade I Am Ready Concert 2004」
- 2015年7月14日：「關心妍「說」演唱會 2014」

## 映画・ドラマの主題歌
- 「十年一會」（葉文輝との合唱） - メトロラジオ卡拉O!FACE 海盗啤ラジオドラマ「飛躍十年」主題歌
- 「愛若微風」 - 映画『真的恋愛了?』主題歌。『真的恋愛了?』オリジナルサウンドトラックに収録
- 「誰叫我喜歓你」 - 「陳輝陽 十二金釵衆生花」内の音楽舞台「Homo Sapiens」主題歌） [5]
- 「挪亞方舟」 - 映画『ノアの方舟 驚世の啓示』主題歌、『ノアの方舟 驚世の啓示』オリジナルサウンドトラックに収録） [6]
- 「挪亞方舟 （北京語版）」（映画『ノアの方舟 驚世の啓示』北京語版主題歌、アルバム『ノアの方舟 驚世の啓示』北京語版オリジナルサウンドトラックに収録）
- 愛是不保留」 - 福音映画『天作之盒』主題歌、アルバム「美麗伝奇」に収録）
- 「不死的情人」 - 映画『没有你、没有我』挿入歌
- 「Supper Kiss」 - 映画『没有你、没有我』挿入歌